# Raspa

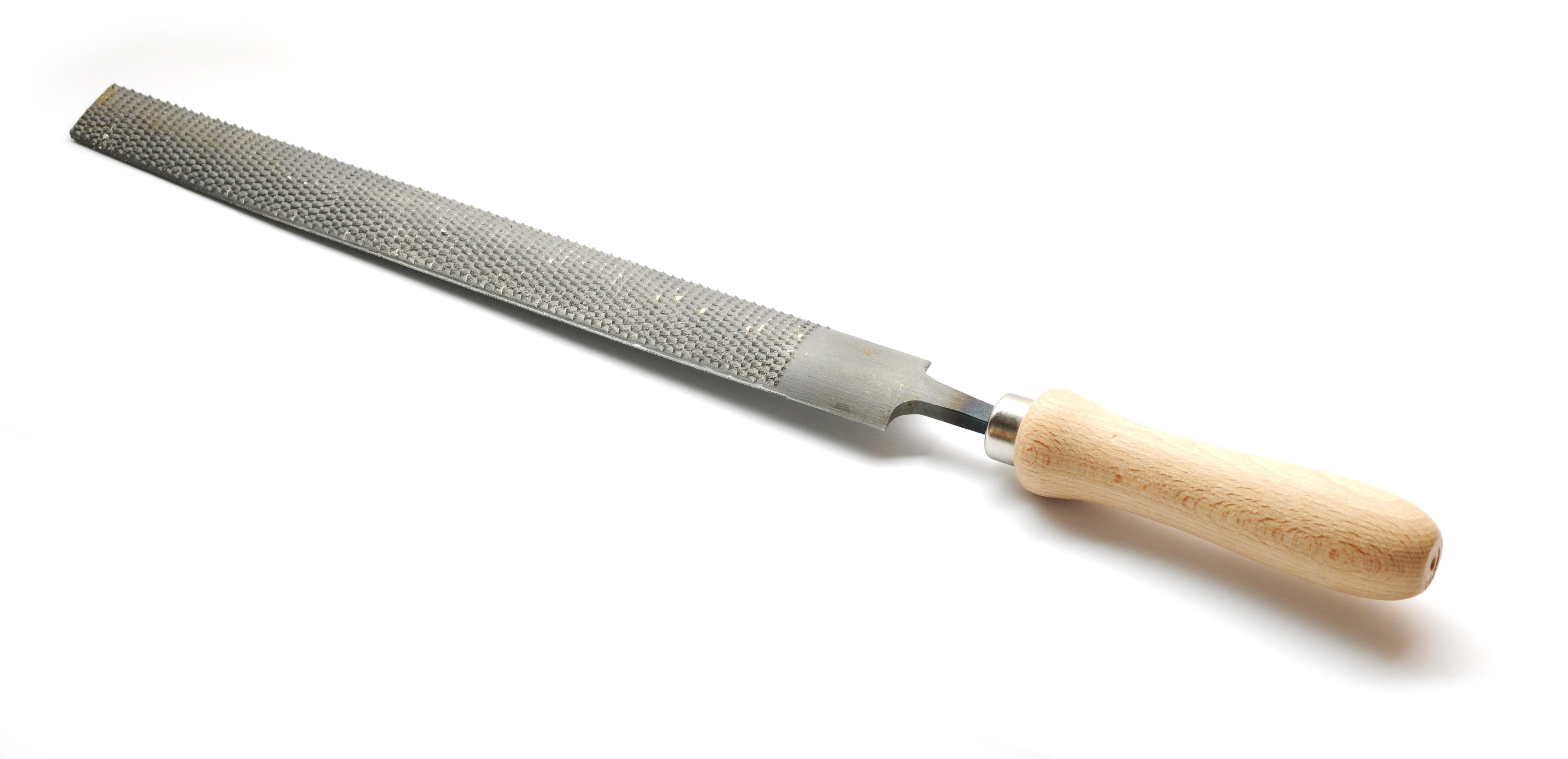
Raspa da legno

La raspa è un attrezzo di origini antichissime, utilizzato per sbozzare, sgrossare, raschiare, levigare legno e materiali duri, come ad esempio pietra, marmo e tufo.
È simile alla lima ma con dentatura più grossa e rada.
I tipi più comuni sono acquistabili presso i negozi di ferramenta e si distinguono per la forma della sezione (piatta, semipiatta e tonda, quest'ultima anche detta coda di topo) e per le dimensioni.
Esistono raspe per lavorazioni particolari, generalmente prodotte su misura, come ad esempio quelle molto sottili e con coda piegata (in genere senza manico) per levigare l'interno delle canne degli strumenti a fiato, come cornamuse, zampogne, flauti, ecc.
La raspa è anche utilizzata dal maniscalco per pareggiare lo zoccolo del cavallo. La qualità di una raspa è riferita principalmente alla durezza del suo acciaio.

## Galleria d'immagini

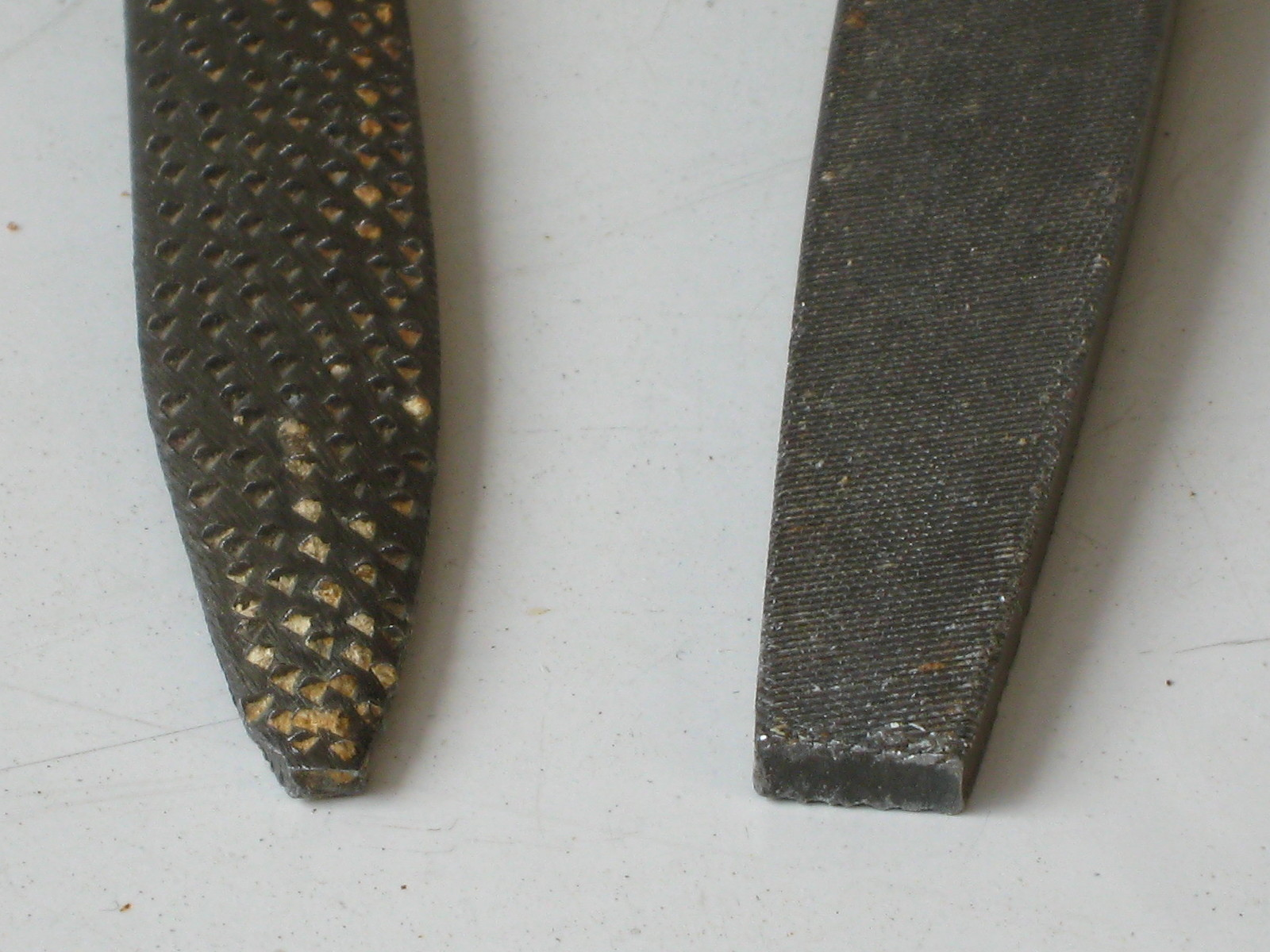
Confronto tra la dentatura di una raspa (a sinistra) e quella di una lima
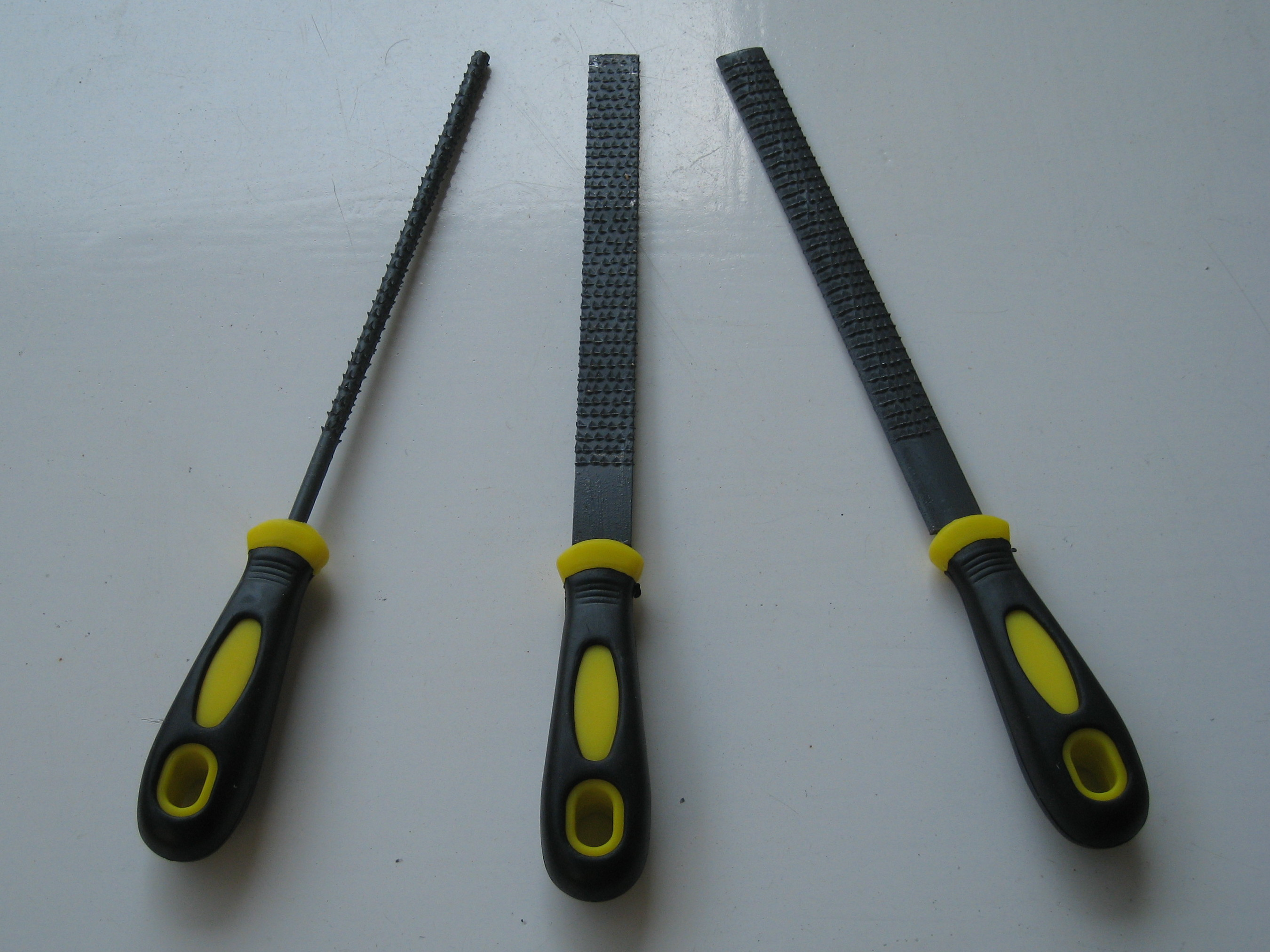
Assortimento di raspe